# المشهد الأخير (مسلسل)
المشهد الأخير هو مسلسل سعودي تم عرضه في 28 أكتوبر 2021.

## القصة
المشهد الأخير مكون من ثماني قصص مختلفة تسلط الضوء على مواضيع قابلة للجدل، هدفها إثبات تداخل الخير والشر، والحب والكراهية، والحقيقة والكذب.

## طاقم التمثيل
- نيللي كريم
- إياد نصار
- أحمد داوود
- سعد عبد العزيز
- سناء بكر
- سلمى أبو ضيف
- كريم قاسم
- نانسي صلاح
- بسنت شوقي
- ريم علي
- شما الفضل
- رزان منصور
- طارق النفيسي
- خالد الفراج
- عبد الله الظهران
- مرزوق الغامدي

## وصلات خارجية
- صفحة المسلسل الرسمية على  شاهد.نت.
- المشهد الأخير (مسلسل) على موقع قاعدة بيانات الأفلام العربية